# (4050) Mebailey
(4050) Mebailey est un astéroïde de la ceinture principale.

## Description
(4050) Mebailey est un astéroïde de la ceinture principale. Il fut découvert le 20 septembre 1976 à l'observatoire Kvistaberg par Claes-Ingvar Lagerkvist et Hans Rickman. Il présente une orbite caractérisée par un demi-grand axe de 3,18 UA, une excentricité de 0,14 et une inclinaison de 1,5° par rapport à l'écliptique.

## Compléments